# Crotalaria poliochlora
Crotalaria poliochlora är en ärtväxtart som beskrevs av Hermann August Theodor Harms. Crotalaria poliochlora ingår i släktet sunnhampor, och familjen ärtväxter. Inga underarter finns listade i Catalogue of Life.